# Paul Samwell-Smith
Paul Samwell-Smith (nascido Paul Smith; Richmond, Surrey, 8 de maio de 1943) é um músico conhecido por ser membro fundador e baixista da banda britânica de rock dos anos 60 The Yardbirds, grupo que gerou músicos notáveis como Jeff Beck, Eric Clapton e Jimmy Page. Quando jovem, Samwell-Smith estudou na Hampton School com o baterista do The Yardbirds Jim McCarty.
Enquanto nos Yardbirds, ele trabalhou com produtores musicais como Mickie Most, Simon Napier-Bell e Gomelsky Giorgio e co-produziu e projetou grande parte de sua música. Segundo o historiador Brad Tolinski, ele tentou melhorar a situação da banda tendo mais controle. Fez uma aliança com o segundo empresário dos Yardbirds, mas não deu certo. Insatisfeito, ele deixou os Yardbirds em junho de 1966 para perseguir uma carreira como produtor musical, como seu substituto no baixo entrou Jimmy Page, que permaneceria na banda até o seu fim, em meados de setembro de 1968.